# Chiesa di San Marco Evangelista (Ferrara, Fossanova San Marco)
La chiesa di San Marco Evangelista è la parrocchiale a Fossanova San Marco, frazione del comune di Ferrara nell'omonima provincia. Appartiene al vicariato di San Giorgio dell'arcidiocesi di Ferrara-Comacchio e la sua costruzione risale al XII secolo.

## Storia
La piccola chiesa dedicata a San Marco Evangelista trova le prime citazioni su documenti nel XII secolo.
Marcantonio Guarini nel suo Compendio historico dell'origini, accrescimento e prerogative delle chiese e luoghi pii della città, e diocesi di Ferrara descrive la chiesa in località Fossa Nuova, in quel momento della prima metà del XVII secolo, come ancora priva di fonte battesimale. Spiega inoltre che, durante i primi momenti dopo la sua fondazione, fu legata ai padri olivetani della basilica di San Giorgio fuori le mura.
Venne più volte ricostruita. L'ultimo importante intervento che l'ha riguardata e che permette di vederla nella sua forma recente risale al 1740, quando venne riedificata secondo il gusto barocco.
Durante il terremoto dell'Emilia del 2012 la chiesa è stata fortemente danneggiata ed è stato necessario un lungo intervento di restauro per ripristinare le condizioni di sicurezza e riaprirla al culto.

## Descrizione

### Esterni
La chiesa si trova nella parte settentrionale dell'abitato di Fossanova San Marco in posizione isolata. La facciata è caratterizzata da lesene che nella parte inferiore la dividono in tre parti con portale architravato e due grandi finestre rettangolari che portano luce alla sala mentre in quella superiore racchiudono il fastigio con nicchia e frontone classicheggiante triangolare. La copertura è in coppi.

### Interni
La navata interna è unica ed ampliata dalle cappelle latarali. Il fonte battesimale si trova vicino all'ingresso, sulla sinistra. Attraverso l'arco santo si accede al presbiterio leggermente rialzato e con volta a botte.